# 鐵面無私 (執法小組)
铁面无私（The Untouchables）指的是一群以艾略特·內斯为领导的禁酒局特别探员，他们曾在1930至1932年间针对艾爾·卡彭的犯罪组织强势执行禁酒令法规，目的是要终结他的非法活动。外界認為这群探员勇敢无畏、清正廉洁。在数名探员拒绝接受芝加哥犯罪集團的高额贿赂后，这支力量赢得了“铁面无私”這一稱呼。  :311–331, 349–365, 390–394, 398–399, 492–496